# Tarmo Peltokoski
Tarmo Peltokoski est un chef d'orchestre et pianiste finlandais né le 21 avril 2000 à Vaasa.

## Biographie
Tarmo Peltokoski naît le 21 avril 2000 à Vaasa, de parents finlandais et philippin,.
Il étudie le piano à l'Institut de musique de sa ville natale avant d'entrer à 16 ans à l'Académie Sibelius d'Helsinki. Il commence la direction d'orchestre à l'âge de 14 ans, avec Jorma Panula, puis travaille avec Sakari Oramo,,.
Au podium, en tant que chef invité, il se révèle au grand public en Allemagne en 2021 à la direction de la Deutsche Kammerphilharmonie de Brême. En France, ses débuts à la tête de l'Orchestre philharmonique de Radio France en avril 2022 sont jugés « fracassants » et accompagnés de la qualification « Attention, génie ! » par le magazine Diapason.
En 2022, Tarmo Peltokoski est nommé chef invité principal de la Deutsche Kammerphilharmonie, chef invité principal de l'Orchestre philharmonique de Rotterdam pour quatre ans à partir de la saison 2023-2024, directeur musical et artistique de l'Orchestre symphonique national de Lettonie à compter de la saison 2022-2023 jusqu'en 2025,, et directeur musical de l'Orchestre national du Capitole de Toulouse de septembre 2024 — comme directeur musical désigné pour la première saison — jusqu'en août 2029,,.
En 2024, il est nommé directeur musical à compter de septembre 2026 et pour une durée de cinq ans de l'Orchestre philharmonique de Hong Kong, où il succèdera à Jaap van Zweden,.
Son premier disque, à la tête de la Philharmonie de Brême, est consacré aux Symphonies nos  35, 36 et 40 de Mozart et paraît chez Deutsche Grammophon,,.